# Offus
 (décembre 2014).
Si vous disposez d'ouvrages ou d'articles de référence ou si vous connaissez des sites web de qualité traitant du thème abordé ici, merci de compléter l'article en donnant les références utiles à sa vérifiabilité et en les liant à la section « Notes et références ».
Offus est un hameau belge de la commune de Ramillies en Brabant wallon.

## Traditions
Chaque année, le premier dimanche de septembre, une procession pour la Vierge Marie portée par quatre femmes (anciennement uniquement par des jeunes filles) part de la chapelle Notre Dame de Lourdes jusqu'à l'église.Anciennement ,le samedi soir , la Vierge était portée par huit jeunes filles (l'ancienne vierge en plâtre pesait 110 kilos) de la chapelle , par la rue Léon Delhache à l'église une procession au flambeaux , le dimanche à 15 heures la procession précédée de la fanfare d'Autre-Eglise , des enfants de l'école habillés en page ou en ange ,des porteurs de bannières ,le prêtre avec ostensoir dans lequel est présentée une hostie consacrée à l'adoration des fidèles la Vierge était ramenée en passant par l'école ,la chapelle au carrefour ,puis direction la Bruyère et retour par la rue Joseph Rowart et rue de Fagneton  A la chapelle se déroulait alors la bénédiction et vénération des reliques